# Simon Dutton
Simon Dutton (* 1. Januar 1958 in Buckinghamshire) ist ein englischer Schauspieler. Bekannt ist er für seine Rolle Simon Templar.
Dutton wurde an der Central School of Speech and Drama ausgebildet.
Dutton war in erster Ehe mit der Schauspielerin Betsy Brantley verheiratet, welche geschieden wurde. Seit 1994 war er in zweiter Ehe mit Tamsin Olivier verheiratet, die ebenfalls geschieden wurde.

## Filmographie (Auswahl)
- 1980: In Frankreich notgelandet (Fair Stood the Wind for France)
- 1981: From a Far Country
- 1981: Strangers
- 1981: Winston Churchill: The Wilderness Years
- 1982: Harry’s Game
- 1983: To the Lighthouse
- 1983: Die Profis (The Professionals)
- 1983: By the Sword Divided
- 1984: Play for Today
- 1984: Robin Hood (Robin of Sherwood)
- 1984: Memed, mein Falke (Memed, My Hawk)
- 1985: King David
- 1987: A Sort of Innocence
- 1989: Der Mann im braunen Anzug (The Man in the Brown Suit)
- 1989: Jim Bergerac ermittelt (Bergerac)
- 1989: Simon Templar (The Saint)
- 1990: Blood Royal: William the Conqueror
- 1992: Downtown Lagos
- 1993: Lovejoy
- 1994: Citizen Locke
- 1997: The Place of the Dead
- 1998: Gefährliche Schönheit – Die Kurtisane von Venedig (Dangerous Beauty)
- 1999: Rosamunde Pilcher: Das große Erbe (Nancherrow)
- 2005: Lasko – Im Auftrag des Vatikans
- 2005: Heartbeat
- 2005: Holby City
- 2006: Ancient Rome: The Rise and Fall of an Empire
- 2007: The Afternoon Play
- 2007: New Tricks – Die Krimispezialisten (New Tricks)
- 2007–2014: Not Going Out
- 2008: Bones – Die Knochenjägerin (Bones)
- 2009: Doctors
- 2010: Doctor Who
- 2010: Holby City
- 2010: Garrow’s Law
- 2010: Come Rain Come Shine
- 2010: House Swap
- 2011: 1911 Revolution
- 2011: Inspector Barnaby (Midsomer Murders)
- 2011: EastEnders
- 2011: Doctors
- 2013: Dracula
- 2013: Unter Feinden – Walking with the Enemy (Walking with the Enemy)
- 2014: Suite française – Melodie der Liebe (Suite Française)
- 2014: Königliche Weihnachten (A Royal Christmas)
- 2009–2016: Doctors
- 2015: Jupiter Ascending
- 2018: Royal Matchmaker – Die königliche Heiratsvermittlerin (Royal Matchmaker)
- 2018: A Christmas Prince: The Royal Wedding
- 2018: Der junge Inspektor Morse (Endeavour)
- 2022: The Walk-In